# Morten Roed Frederiksen
Morten Roed Frederiksen (født 15. november 1979) er en dansk skuespiller.
Frederiksen er uddannet fra Det Danske Musicalakademi i 2005. Han har medvirket i flere opsætninger på Fredericia Teater, bl.a. Skatteøen (2004) og West Side Story (2006). I 2009 medvirker han i The New Four Jacks i Odense Koncerthus.

## Filmografi
- Livvagterne (2009)
- Sorte Kugler (2009)